# Schellenberg (Familie)

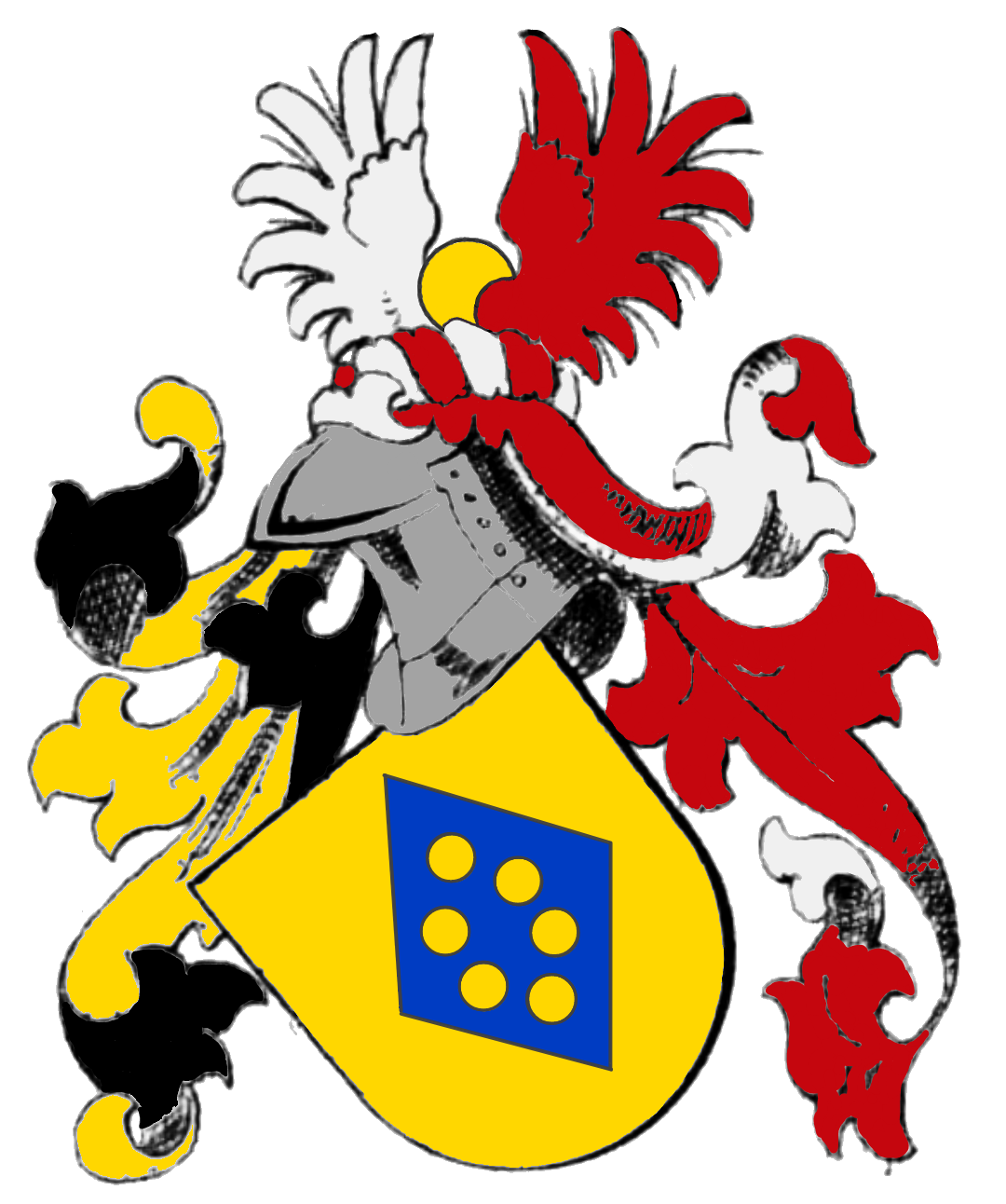
Nachgezeichnetes Wappen der Familie Schellenberg

Schellenberg, ursprünglich Schellenberger, ist der Name einer weitverzweigten aus Ottweiler im Saarland stammenden Familie. Sie verbreitete sich weiträumig in Baden-Württemberg, ein Familienstamm ist oder war seit dem 18. Jahrhundert in Saarbrücken ansässig. Einzelne Familienmitglieder wanderten in andere Teile Deutschlands aus, darüber hinaus auch nach England, Frankreich, Italien, Niederlande, Schweiz, Afrika, Mexiko, Chile und die USA.
Viele der Familienmitglieder waren Akademiker, Kaufleute und Geistliche. Einige waren auch Militärs und Juweliere.

## Geschichte
Als Stammvater und Vorfahre aller hier behandelten Schellenberger gilt Lambert Schellenberger (* um 1594 in Ottweiler; † 1642 ebd.). Er studierte seit 1611 in Gießen Theologie, wurde dann 1615 Schulmeister und 1619 Diakon in Ottweiler. Vor 1618 heiratete er Anna Margarethe Stephani, Tochter des Ottweiler Pfarrers und dessen Gemahlin Katharina. Er hatte zwei Töchter und zwei Söhne, von denen einer verschollen ist. Sein Sohn Johann Magnus († 1684) wurde wie er selbst Stammvater aller Schellenberger.
Die drei Söhne seiner sechs Kinder verzweigten den Familienstammbaum in zwei linksrheinische Stämme und einen weit personenreicheren rechtsrheinischen Stamm.

## Rechtsrheinischer Stamm
Der rechtsrheinische Stamm der Familie Schellenberg wird auch Usinger Stamm genannt, da ihr Stammvater Johann Theobald (* 1649 in Ottweiler; † 1724 in Usingen), ein Sohn des vorherigen Johann Magnus, und seine sieben Kinder (fünf Töchter, zwei Söhne) in Usingen geboren wurden. Johann Theobald war Hof- und Stadtchirurg. Sein Sohn Johann Friedrich Schellenberger (* 1684 in Usingen; † 1723) war Regiments- und Stabschirurg, danach Gastwirt. Er hatte eine als Kleinkind verstorbene Tochter. Der andere Sohn aber, Johann Jakob Schellenberger (* 1687 in Usingen; † 1754 in Heftrich), wurde Pfarrer und Vater von acht Kindern. Vier davon gründeten eigene sogenannte Hauptäste.

### Bierstadter Hauptast
Weil Johann Jakobs Sohn Jacob Ludwig Schellenberg (* 1728 in Grävenwiesbach; † 1808 in Bierstadt) im Jahr 1777 Pfarrer in Bierstadt wurde, wo er im Jahr 1802 sein 50-jähriges Amtsjubiläum feierte, wurde dieser „Hauptast“ als Bierstadter Hauptast bezeichnet. Er hatte neun zwischen 1760 und 1780 in Oberrod, Idstein und Usingen geborene Kinder (drei Töchter, sechs Söhne). Sein jüngster Sohn Wilhelm Ferdinand (* 1780 in Bierstadt; † 1832 in Wiesbaden), Gürtler und Juwelier in Wiesbaden, starb kinderlos. Einer der Brüder Wilhelm Ferdinands starb im ersten Lebensjahr, seine vier weiteren Brüder begründeten vier Äste in diesem Bierstadter Hauptast.

#### Neuwieder Ast
Karl Adolph Gottlob Schellenberg (* 1764 in Idstein; † 1835 in Wiesbaden), Jacob Ludwigs ältester Sohn, war Stammvater des Neuwieder Asts. Er war verantwortlich für die Union der Nassauischen Kirche. Er hatte drei Söhne und sechs Töchter, die mit Ausnahme seiner ersten Tochter, in Neuwied geboren wurden.
- Karl (* 1794 in Neuwied; † 1842 in Vera Cruz, Mexiko) wurde Kaufmann und niederländischer Konsul. Von ihm sind keine Kinder überliefert.
- Adolf (* 1798 in Neuwied; † 1855 in Solingen) war Kaufmann und Stammvater des Barmer Zweigs.
- Heinrich (* 1810 in Neuwied; † 1876 in Nordenstadt) begründete den Nordenstadter Zweig. Er war Theologe, Vikar, Pfarrer und Abgeordneter des Nassauischen Landtags

##### Barmer Zweig
Von Adolfs fünf zwischen den Jahren 1827 und 1835 in Solingen geborenen Kindern starb der Karl Adolf im Alter von fünf Jahren im Jahr 1840 in Solingen. Die anderen vier Kinder starben in Barmen.
- Ferdinand Gustav (1839–1864) wurde Kaufmann in Barmen und blieb unverheiratet.
- Marie (1827–1904) heiratete den aus Jesinghausen stammenden Fabrikanten in Barmen, August Finckenrath, und hatte vier Söhne und sechs Töchter.
- Karoline Emilie (1832–1883) hatte mit ihrem Ehemann Fritz Bornemann, Schneidermeister, drei Söhne und sechs Töchter.
- Karl Wilhelm (1829–1904), das noch unerwähnte Geschwisterkind, wurde wie sein jüngerer Bruder Kaufmann in Barmen. Er hatte sechs zwischen 1865 und 1878 in Barmen geborene Kinder. Von den ersten vier erreichte nur eine das Erwachsenenalter, blieb aber unverheiratet.
  - Karl Walter (* 1875), der Zweitjüngste unter seinen Geschwistern, wurde Fabrikdirektor in Barmen und nach Studium an den Technischen Hochschule in Hannover und Darmstadt, Ingenieur in Höchst a. M. und Darmstadt. Er hatte mit seiner Frau Ida, geborene Spies, vier in Barmen geborene Töchter.
  - Paul Otto (* 1878) lernte Färberei- und Textilwesen und wurde Kaufmann. Im Jahr 1910 gründete er seine eigene Firma, im Jahr 1919 wurde er außerdem Direktor der Firma Hörner u. Dittermann. In Düsseldorf heiratete er die aus Barmen stammende Marie Winter. Sie hatten zwei Kinder.
    - Anna Maria Martha (* 1901 in Düsseldorf)
    - Werner Paul (* 1905 in Barmen), Kaufmann in Barmen

##### Nordenstadter Zweig
Der Nordenstadter Zweig setzt den Neuwieder Ast über Karl Adolph Gottlobs jüngsten Sohn Heinrich fort. Letzterer hatte zwei früh verstorbene Kinder, und zwei unverheiratet verbliebene Kinder, von denen August Karl Friedrich Heinrich (* 1846 in Ried; † 1920 in Marburg a. d. L.) Vikar, Pfarrer und Dekan wurde. Wilhelm Heinrich Friedrich Emil, ein fünftes Geschwister (* 1849 in Ried; † 1907 in Weilburg), wurde Amtsrichter in Weilburg. Er hatte zwei Söhne und eine Tochter
- Ernst Karl Heinrich Ludwig (* 1874 in Battenberg), ging in militärische Dienste und erhielt nach seiner Teilnahme am Ersten Weltkrieg einige Auszeichnungen. Er blieb unverheiratet.
- Heinrich August (* 1878 in Wehen), ging ebenfalls in militärische Dienste.
  - Karl Heinrich Paul August (* 1915 in Dillenburg)
- Paula Marie (* 1880 in Wehen); heiratete im Jahr 1910 den Bergrat in Duisburg Paul Gustav Brand.
  - zwei Töchter

#### Nassau-Scheuerner Ast
Johann Christian Friedrich Schellenberg (* 1769 in Usingen; † 1819 Höchst a. M.) war zwischen 1800 und 1816 Rentmeister in Nassau a. d. Lahn, danach Steuerrat in Höchst. Von seinen drei in Nassau-Scheuern geborenen Kindern verscholl eine Tochter, die andere verstarb unverheiratet und sein Sohn im ersten Lebensjahr.

#### Wiesbadener Ast
Ernst Ludwig Theodor (* 1772 in Usingen; † 1834 in Wiesbaden) wurde u. a. Buchhändler und begründete den Wiesbadener Ast. Er war der Vater von sechs Kindern, darunter eine jung verstorbener Tochter und eine unverheiratet gebliebene. Seine zwei ältesten Kinder, von denen keine Nachkommen überliefert sind, wurden Buchhändler bzw. -drucker.
- Ludwigs zweitjüngster Sohn Karl Gottfried Theodor (* 1809 in Wiesbaden; † 1904 ebd.), übernahm nach langer Ausbildung und Studium im Jahr 1844 eine Apotheke in Wiesbaden und wurde nach drei Monaten Amtsapotheker. Er hatte fünf unverheiratet gebliebene oder früh verstorbene Töchter und einen Sohn.
  - Karl Georg Adolf (* 1855 in Wiesbaden; † 1924 ebd.) wurde Apotheker in Wiesbaden, kaufte im Jahr 1895 eine Apotheke in Aldenhoven im Rheinland.
    - zwei Töchter
- Ludwigs jüngster Sohn Karl August Emil (* 1815 in Wiesbaden; † 1869 ebd.) hingegen wurde Verleger und hatte sechs Kinder.
  - Susanne Pauline (* 1847 in Wiesbaden; † 1868 ebd.), heiratete den aus Frankfurt a. M. stammenden Buchhändler in Hamburg, Philipp Jakob Greiß
    - ein Sohn und eine Tochter

  - Ferdinand Karl Wilhelm Ludwig (* 1852 in Wiesbaden; † 1920 ebd.) erwarb eine Hofbuchdruckerei und hatte zwei Kinder
    - Gustav August Ludwig David (* 1882 in Wiesbaden); wurde Professor der Botanik
      - Aranka (* 1911 in Kispest, Ungarn)
      - Ulrike Marie Johanna (* 1917 in München)

    - Bertha Felicitas (* 1884 in Wiesbaden), Schriftstellerin. Hatte mit dem preußischen Oberstleutnant Moritz von Nauendorf einen Sohn

  - Luise Susanne Emilie Josephine Marie (* 1859 in Wiesbaden; † 1926 in Bad Orb), heiratete den Direktor der Hamburger Feuer-Versicherungsgesellschaft Globus, Franz Eduard Overlack.
    - drei Töchter

#### Wallauer Ast
Karl Friedrich August Schellenberg (* 1774 in Usingen; † 1854 in Wallau) war nach Theologiestudium Pfarrer, Vikar, Dekan und vom Jahr 1820 bis zu seinem Ruhestand im Jahr 1848 Kirchenrat in Wallau. Mit seinen sechs Kindern (zwei Töchter, vier Söhne) aus zwei Ehen entsprossen drei Zweige.
- Friedrich Wilhelm (* 1807 in Bierstadt; † 1863 in Nauheim bei Limburg), Theologe, Vikar und Pfarrer, begründete den älteren Zweig
- Auguste (* 1808 in Wehen; † 1894 in Amorbach) heiratete den Leining’schen Hofprediger Karl Christian Fertsch
  - zwei Söhne und drei Töchter
- Karl Ludwig Adolf (* 1810 in Wehen; † 1881 in Wiesbaden), Juwelier, begründete den mittelsten Zweig
- Gustav Theodor (* 1813 in Wehen; † 1814), starb im Alter von einem Jahr
- Henriette Dorothea (* 1815 in Wiesbaden; † 1902 ebd.) heiratete Wilhelm Schmidt, Pfarrer in Selters.
  - ein Sohn.
- Heinrich Wilhelm Theodor Moritz (* 1817 in Wehen; † 1871 in Mensfelden), Juwelier sowie Unteroffizier und Gefreiter im Deutsch-Französischen Krieg, begründete den jüngsten Zweig

##### Älterer Zweig
Karl Friedrich Augusts ältester Sohn Friedrich Wilhelm hatte vier Töchter, die teilweise selbst Familien gründeten, und drei Söhne.
- Friedrich Wilhelm Siegfried Moritz Reinhard (* 1838 in Breitscheid; † 1908 in Herborn), Buchhändler in Herborn.
  - Hermine Karoline Antonie (* 1866 in Herborn; † 1894 ebd.), heiratete den Kaufmann Ludwig Hans. Die Ehe blieb kinderlos.
  - Elise Emilie (* 1867 in Herborn; † 1891 ebd.), heiratete den Musikalienhändler Erhard Magnus.
    - ein Sohn und zwei Töchter

  - Arnold Ferdinand Wilhelm (* 1870 in Herborn), Buchhändler in Herborn. Seine Ehe blieb kinderlos.
- Arnold (* 1841 in Kleeberg; † 1926 in Wiesbaden), Juwelier
  - Heinrich Peter Arnold (* 1879 in Wiesbaden), Kaufmann in Berlin-Charlottenburg. Er blieb unverheiratet.
  - Friedrich Wilhelm (* 1880 in Wiesbaden; † 15. April 1918 bei La Bassée), Kaufmann in Frankfurt a. M., wurde mit dem Eisernen Kreuz 2. Klasse ausgezeichnet und fiel im Ersten Weltkrieg.
  - Hermine Helene Else (* 1881 in Wiesbaden; † 1907 ebd.), heiratete den Tierarzt Max Karl Meyer
    - ein Sohn und eine Tochter

  - Karl Otto (* 1883 in Wiesbaden), Kaufmann und Gefreiter
    - Harald Friedrich (* 1923 in Wiesbaden)
- Herrmann Alexander Wilhelm Karl (* 1848 in Kleeberg; † 1821 in Planegg), Buchhändler in Wiesbaden. Er hatte zwei in Wiesbaden geborene Töchter und einen Sohn
  - Hans Arnold Wilhelm Otto Hermann (* 1888 in Wiesbaden), Kaufmann und Teilnehmer am Ersten Weltkrieg. Zuletzt stellvertretender Inspektor am Provinzialamt.

##### Mittelster Zweig
Friedrich Wilhelms (Stammvater des älteren Zweigs) Bruder Karl Ludwig Adolf hatte acht Kinder aus zwei Ehen, darunter:
- Wilhelm Emil Moritz August (* 1843 in Wiesbaden; † 1869 ebd.), Juwelier, unverheiratet
- Bertha Luise Friederike (* 1851 in Wiesbaden), heiratete den Arzt Ernst August Christian Bickel. Sie hatten drei Söhne und eine Tochter, darunter:
  - Ernst Bickel
- Johann Karl Christian Heinrich Wilhelm (* 1844 in Wiesbaden; † 1915 ebd.), Juwelier, Gefreiter und Unteroffizier. Er heiratete Auguste Elise Wilhelmine Querfeld und hatte mit ihr vier Kinder.
  - Franziska Henriette (* 1878 in Wiesbaden), heiratete den Sanitätsrat Althausse.
    - zwei Söhne

  - Amalie Mathilde (* 1881 in Wiesbaden), heiratete den Oberstleutnant Kurt von Platen
    - eine Tochter

  - Adolf Gustav (* 1882 in Wiesbaden), Zoologe und Professor
    - zwei Töchter

  - Johanna Meta (* 1888 in Wiesbaden), heiratete den Arzt Kleinschmidt, Sohn einer Schellenberg (Weilburger Hauptast).
    - eine Tochter

##### Jüngster Zweig
Heinrich Wilhelm Theodor Moritz heiratete im Jahr 1846 in Driedorf Johanna Wilhelmine Hatzfeld. Sie hatten sechs Kinder
- Henriette Auguste Luise Elise (* 1846 in Patersberg; † 1920 in Marburg a. d. L.), starb unverheiratet
- Mathilde Johanna Maria Friederike Auguste (* 1848 in Patersberg; † 1899 in Wiesbaden), heiratete in Dillenburg den Reallehrer Reinhold Peter.
  - ein Sohn und zwei Töchter
- Karl Friedrich August Heinrich Ferdinand (* 1849 in Dickschied; † 1874 in Hadamar), wurde Postgehilfe in Ems und blieb unverheiratet
- Wilhelm Adolf (* 1853 in Steinfischbach; † 1855 ebd.)
- Karl Heinrich Hermann (* 1856 in Steinfischbach; † 1925 in Rockenfüß), erwarb im Jahr 1882 nach seinem Philosophiestudium den Doktortitel und wurde dann Direktor der Deutschen Schule und des internationalen Instituts in Bari (Italien). 1888 kam er nach Marburg und wurde Institutsbesitzer ebd. Er heiratete 1883 in Bracht Luise Heeger aus Hessenstein. Sie hatten acht Kinder.
  - Hermann (* 1885 in Bari; † 1914 in Marburg), studierte in Marburg, wurde Bankbeamter in Mailand und nahm im Ersten Weltkrieg als Unteroffizier der Reserve teil, wofür das Eiserne Kreuz II. Klasse erhielt.
  - Bertha Mathilde (* 1887 in Bari; † 1891 in Marburg)
  - Emma Anna (*/† 1889 in Marburg)
  - Otto Hugo (* 1890 in Marburg), studierte in München und in Marburg, wurde dann Studienassessor in Bad Wildungen. Nahm als Leutnant der Reserve am Ersten Weltkrieg Teil, wofür er mit dem Eisernen Kreuz II. und auch I. Klasse ausgezeichnet wurde. Nach dem Krieg war er ein Jahr in einem Freikorps. Er heiratete im Jahr 1925 in Bad Wildungen Johanna Auguste Schleiermacher, Kinder sind keine bekannt.
  - Emma (* 1891 in Marburg; † 1916 ebd.), heiratete den Rockenfüßer (Bezirk Kassel) Pfarrer Ferdinand Blazejewski, Sohn des Kieler Marinepfarrers Carl Ferdinand Blazejewski.[1]
    - zwei Töchter

  - Rudolf (* 1893 in Marburg; † 1923), studierte in Hannover Maschinenbau und trat dann in militärische Dienste. Auch er erhielt das Eiserne Kreuz II. und I. Klasse. Im Jahr 1929 wurde er Ingenieur in Budapest, zuletzt Kampfflieger. Er starb „auf See“.
  - Arthur (* 1895 in Marburg; † 1897 ebd.)
  - Bertha Marie (* 1898 in Marburg), studierte in Marburg Jura und Staatswissenschaften. Im Jahr 1924 heiratete sie den Kaufmann Hans Ebhardt.
    - eine Tochter
- Gustav Adolf (* 1857 in Steinfischbach; 1915 in Goslar), wurde nach Philosophiestudium in Marburg Hilfslehrer, Oberlehrer und Professor in Goslar. Er wurde mit dem Roten Adlerorden vierter Klasse ausgezeichnet. Mit Wilhelmine Luise Flora, geborene Priester, hatte er vier Kinder.
  - Ida Wilhelmine Elisabeth (* 1885 in Goslar), heiratete im Jahr 1911 in Goslar den Arzt in Hildesheim, Hans Rosenbach (* 1882 in Hildesheim).
    - zwei Töchter

  - Elisabeth Marie Karoline (* 1887 in Goslar), heiratete im Jahr 1913 in Goslar den Arzt in Salzdetfurth, Otto Rosenbach (* 1884 in Hildesheim)
    - ein Sohn und zwei Töchter

  - Walther Wilhelm (* 1890 in Marburg; † 1914 in Dompierre), promovierte im Jahr 1914 in Jura. Starb als Referendar und Vizefeldwebel im Ersten Weltkrieg.
  - Adolf Ernst Martin (* 1895 im Goslar), Kaufmann im Köln. Nahm im Ersten Weltkrieg zuletzt als Oberleutnant teil und wurde dafür mehrfach ausgezeichnet. Mit seiner Frau Else Marie, geborene Benninghoven, hatte er, soweit bekannt, eine Tochter
    - Else Marie (* 1924 in Köln-Dellbrück)

### Altenheimer Hauptast
Johann Georg Schellenberg (* 1729 in Altweilnau; † 1797 in Altenheim, Herrschaft Lahr, früher in Nassau) begründete den Altenheimer, nach der Geburtsreihenfolge zweiten Hauptast. Er war wechselweise Pfarrer und Rektor. Er hatte zwölf Kinder, von denen je vier in Idstein, Dinglingen und Altenheim geboren wurden. Anton Otto, einer der Söhne, wurde Pfarrer und Schriftsteller und blieb unverheiratet. Andere Söhne begründeten fünf weiterführende Äste.

#### Gundelfinger Ast
Stammvater des Gundelfinger Asts war Johann Georgs Sohn Philipp Reinhard Schellenberg (* 1767 in Idstein; † 1842 in Gundelfingen). Nach seinem Theologiestudium in Jena wurde er Vikar, Rektor und Pfarrer. Er hatte neun Kinder, von denen zwei Töchter und zwei Söhne Nachkommen hatten.
Einer Philipp Reinhards Söhne war Reinhard Schellenberg (* 1814 in Dinglingen; † 1890 in Karlsruhe), u. a. Pfarrer und Oberkirchenrat. Er heiratete zwar, die Ehe blieb aber kinderlos.
Sein jüngerer Bruder Emil Otto (* 1816 in Dinglingen; † 1873 in Mannheim) wurde nach Studium u. a. Stadtpfarrer in Mannheim und erhielt im Jahr 1872 den Ehrentitel D. theol. h. c., des Weiteren den Orden vom Zähringer Löwen. Von seinen sechs Kindern lebten zwei Töchter unverheiratet in Karlsruhe. Von den vier Söhnen wurde:
- Alfred Adolf (* 1853; † 1911 in Karlsruhe) Kaufmann in Karlsruhe,
- Oskar August (* 1855; † 1877 in Heidelberg) starb als Theologiestudent (in Heidelberg, Berlin und zuletzt in Zürich).
- Otto Reinhard (* 1845; † 1882 in San Diego, Kalifornien) war 5 Jahre Offizier, bevor er in die Vereinigten Staaten auswanderte. Dort war er Kaufmann und blieb unverheiratet.
- Emil Viktor Ludwig (* 1850 in Mannheim; † 1904 in Bernardo, Kalifornien) wanderte als studierter Forstwissenschaftler wie sein ältester Bruder in die USA aus, wo er Farmer und Postmeister wurde. Er hatte drei in San Diego geborene Söhne:
  - Otto (* 1883) wurde Photograph,
  - Arthur (* 1891; † 1896) verstarb als Kind und
  - Emil (* 1898) wurde Kaufmann.

Philipp Reinhards jüngster Sohn Oskar Ernst Ludwig (* 1824 in Gundelfingen; † 1895 in Heidelberg) war zu seiner Zeit als Student am Badischen Aufstand beteiligt und flüchtete dann für wenige Jahre in die Schweiz. Nach abgeschlossenem Studium war er u. a. Pfarrer und Kirchenrat. Im Jahr 1881 empfing er das Ritterkreuz I. Klasse des Ordens vom Zähringer Löwen. Er hatte sechs Kinder, von denen zwei Söhne und eine Tochter eigene Familien gründeten:
- Ernst Oskar (* 1860 in Gemmingen) wurde Maschineningenieur und schließlich Oberregierungsrat. Auch er war Träger des Ritterkreuzes I. Klasse des Ordens vom Zähringer Löwen, eines Kriegsverdienstkreuzes und der Badischen Jubiläums-Medaille. Er hatte zwei Kinder:
  - Margarethe Franziska Paula (* 1890 in Baden), künstlerische Leiterin des Kostümwesens am Badischen Landestheater
  - Ernst Oskar Hermann (* 1893 in Baden), Diplom-Ingenieur, Teilnehmer im Ersten Weltkrieg und Träger einiger Auszeichnungen.
- Karl Reinhard (* 1861 in Gemmingen; † 1923 in Karlsruhe) wurde u. a. Steuerkommissar, Finanzrat, Ministerialdirektor, Geheimer Rat, Direktor der Zoll- und Steuerdirektion, Abteipräsident im Landesfinanzamt und Träger verschiedener Auszeichnungen, beispielsweise des bayerischen Verdienstordens vom heiligen Michael. Er blieb unverheiratet.
- Emma Wilhelmine (* 1863 in Heidelberg), lebte unverheiratet in Karlsruhe
- Anna Nathalie (* 1865 in Heidelberg; † 1868 ebd.)
- Bertha Viktoria (* 1870 in Heidelberg) heiratete den Karlsruher Pfarrer Friedrich Christoph Wilhelm Hindenlang. Aus der Ehe entstammten ein Sohn und zwei Töchter.
- Otto Rudolf (* 1876 in Heidelberg) wurde Direktor der Rheinischen Hypothekenbank und hatte zwei in Mannheim geborene Töchter:
  - Erika (* 1903)
  - Hedwig (* 1906).

#### Bierstadter Ast
Johann Georgs (Stammvater des Altenheimer Hauptasts) Sohn bzw. Philipp Reinhards (Stammvater des Gundelfinger Asts) Bruder Karl Philipp Salomo (* 1775 in Dinglingen; † 1859 in Wiesbaden) ging in Darmstadt aufs Gymnasium, studierte in Jena Theologie, bevor er in Wiesbaden Rektor und Pfarrvikar wurde. Später war er Pfarrer in Klarenthal und an einer Friedrichsschule Rektor. Er heiratete im Jahr 1807 in Bierstadt, wo er im Jahr 1818 Pfarrer wurde. Aus zwei Ehen hatte er neun Kinder, von denen die jüngsten fünf in Bierstadt geboren wurden.
Karls viertältestes Kind Anton Otto (* 1817 in Wiesbaden; † 1862 ebd.) stammte aus der ersten Ehe. Er war Kaufmann, Mitglied des Bürgerausschusses und hatte sechs Kinder, darunter Robert und Karl Julius, die Stammväter eines personenreichen Nebraskaer und eines Frankfurter Zweigs.

##### Nebraskaer Zweig
- Karl Julius (* 1847 in Wiesbaden; † 1917 in Lincoln, Nebraska), Kaufmann und dann Farmer in Auburn (Nebraska). Im Jahr 1870 heiratete er in Nemaha County Margarethe Luise Marie Schmidt, gebürtig aus Lauterbach. In dieser Ehe wurden zehn Kinder geboren.
  - Henry (* 1871 in Nemaha County), Kaufmann in Johnson (Nebraska). Aus seiner im Jahr 1896 geschlossenen Ehe mit Katharina Lehn entstammten ein Sohn und eine Tochter
    - Elmer Henry (* 1897)
    - Rose Katharine (* 1898)
      - eine Tochter

  - Luise (1872 in Nemaha County), heiratete im Jahr 1898 den aus Knox County stammenden Farmer zu Adams, George F. Moren.
    - zwei Söhne und eine Tochter

  - Maria (* 1874 in Johnson County), heiratete im Jahr 1908 den Farmer zu Howe, Rolden Elbert Elliot
    - ein Sohn

  - Johanna (* 1875 in Nemaha County; † 1876 ebd.)
  - Otto (* 1877 in Nemaha County), Farmer in Newkirk (Oklahoma). Er heiratete die aus Cass County (Nebraska) stammende Mamie Boeck.
    - Helen Luise (* 1902)
    - Alice Cornelia (* 1903)

  - Julius (* 1878 in Nemaha County), Schmied in Grand Island (Nebraska). Im Jahr 1896 heiratete er Delia Johnson. Sie hatten fünf in Nemaha County bzw. Wymore (Nebraska) geborene Kinder, von denen zwei sehr früh starben.
  - Emilie (* 1880 in Nemaha County), hatte in zwei Ehen zwei Söhne und drei Töchter
  - Bruno (* 1882 in Nemaha County), Mechaniker in Lincoln (Nebraska)
    - Sarah Bernice (* 1911)

  - Paula Antonie (* 1884 in Nemaha County), heiratete den Fabrikdirektor zu Lincoln, Othello Beezlen.
    - drei Söhne

  - Robert Karl Fay (* 1890 in Nemaha County), Kaufmann in Lincoln
    - Ruth Violet (* 1916 in Lincoln)
    - Lucile Roberta (* 1918 in Lincoln)
    - Melvin Richard (* 1920 in Lincoln)

##### Frankfurter Zweig
- Robert (* 1856 in Wiesbaden), Kaufmann in Frankfurt
  - Elsa Rosine (* 1891 in Frankfurt), heiratete den aus Offenbach stammenden Kaufmann in Frankfurt, Gustav J. Jost
  - Hans Otto Karl (* 1894 in Frankfurt), Kaufmann, Teilnehmer am Ersten Weltkrieg.
    - Hildegard Hedwig Rosine (* 1921 in Frankfurt)
    - Erika Else (* 1924 in Frankfurt)

#### Lahrer Ast
Der dritte Ast im Altenheimer Hauptast wurde von Ludwig Friedrich (* 1782 in Altenheim; † 1833 in Lahr) begründet. Er war Kaufmann in Lahr. In seiner Ehe mit Christine Marie Stolz wurden acht Kinder geboren, von denen drei Söhne im ersten und eine Tochter im 16. Lebensjahr starben. Die überlebenden waren:
- Marie Luise (* 1815 in Lahr; † 1888 in Basel); verheiratet mit dem Fabrikanten in Basel Karl Christian Rumpf
- Karl Adolph (* 1818 in Lahr; † in Philippeville, Algerien),[2] Kaufmann in Philippeville
  - Louise (* 1860 in Philippeville)
  - Alphonse (* 1862 in Philippeville), Kaufmann, hatte zwei Söhne
    - Adolphe (* 1898 in Philippeville)
    - Louis (* 1900 in Philippeville)

  - Emilie (* 1864 in Philippeville)
  - Charles (* 1866 in Philippeville)

#### Rußheimer Ast
Der vierte, Rußheimer genannte Ast, wurde von Georg Wilhelm (* 1784 in Altenheim; † 1858 in Stein bei Pforzheim) begründet. Georg Wilhelm besuchte das Pädagogium in Darmstadt (1798–1803), studierte in Gießen (1803) und Heidelberg (1804) Theologie und wurde Vikar in Vörstetten (1806), Pfarrer in Rußheim (1811), in Teningen (1825), Hügelheim (1837) und in Stein (1842). Er heiratete im Jahr 1816 in Liedolsheim Anna Marie Christine Arnold. Mit ihr hatte er neun Kinder, von denen drei Töchter nicht älter als ein Jahr wurden, drei Töchter unverheiratet blieben.
- Das älteste Kind, Sophie Wilhelmine Henriette (* 1817 in Rußheim; † 1874 in Achern), heiratete den Lörracher Dekan Friedrich Siegmund Blum.
  - vier Söhne und drei Töchter
- Gottlob Ludwig Wilhelm (* 1819 in Rußheim; † 1879 in Freiburg), der zweitälteste der neun Geschwister, erlangte als Träger einiger militärischer Ämter, darunter preußischer Generalmajor, einige Auszeichnungen, darunter die Ehrenbürgerschaft von Rastatt. Mit seiner Frau Marie Therese, geborener Troetschler, hatte er zwei Kinder.
  - Anna Marie Therese Klara (* 1855 in Rastatt), heiratete den Bankier Franz Karl Joerger.
    - zwei Söhne und eine Tochter

  - Georg Wilhelm Otmar (* 1857 in Rastatt; † 1903 in Offenburg), Oberamtmann in Oberkirch, Müllheim und zuletzt in Offenburg. Er wurde Ritter des Ordens vom Zähringer Löwen.
    - Hans Friedrich Ludwig Wilhelm (* 1898 in Müllheim), ging auf das Gymnasium in Offenburg und war seit 1915 Teilnehmer im Ersten Weltkrieg, wofür er einige Auszeichnungen erhielt. Ab 1919 studierte er in Freiburg Medizin, wurde im Jahr 1923 wohl für kurze Zeit Medizin-Praktikant in Offenburg, denn im gleichen Jahr ging nach München, um seitdem bei einer Bank zu arbeiten. In Offenburg hatte er noch geheiratet.
    - Elisabeth Marie Anna Asta (* 1899 in Müllheim), absolvierte in den Jahren 1918 und 1919 die Diplom-Sprachenprüfung in Koblenz. Außerdem erhielt sie das Badische Kreuz für freiwillige Kriegshilfe. 1923 heiratete sie den Karlsruher Anwalt in Mannheim, Wilhelm Philipp Zutt.
    - Ottmar Karl Wilhelm (* 1902 in Müllheim), ging in Offenburg aufs Gymnasium und studierte in München, Rostock, Freiburg und auch (?) in Heidelberg.
- das drittälteste Kind der erwähnten neun Kinder Georg Wilhelms war Johann Friedrich Theodor (* 1821 in Rußheim; † 1882 in Kork), Theologe, Vikar und Pfarrer, beispielsweise in Teutschneureuth. Er hatte zwei Töchter und einen Sohn.
  - Gotthold (* 1869 in Hesselhurst; † 1906 in Freiburg), Professor an den (Ober-)Realschulen in Überlingen (1888–1894) und Freiburg (seit 1894).
    - Otto Theodor (* 1887 in Sinsheim), Hauslehrer in Rom und Lektor in Oxford. Er blieb unverheiratet.
    - Johanna Hortensie (* 1888 in Überlingen), absolvierte im Jahr 1909 eine Lehrerinnenprüfung. Sie heiratete im Jahr 1912 den Bankprokuristen in Pforzheim, Gustav Wilhelm Burchard.
      - zwei Söhne und eine Tochter

    - Helmut (* 1890 in Überlingen), Teilnehmer im Ersten Weltkrieg, wofür er einige Auszeichnungen erhielt. Danach zuletzt Studienrat. Im Jahr 1920 hatte er Emma Ida Elisabeth Hindenlang geheiratet. Sie war die Tochter des Friedrich Hindenlang und Bertha Schellenberg (Gundelfinger Ast). In Helmuts Ehe wurden in Schwenningen bzw. in Marbach bei Villingen drei Töchter geboren.

#### Scherzheimer Ast
Johann Friedrich (* 1786 in Altenheim; † 1853 in Opfingen) war Stammvater des fünften, Scherzheimer Asts im Altenheimer Hauptast. Er ging in Idstein aufs Gymnasium, reiste zwischen 1803 und 1807, studierte in Heidelberg Theologie und wurde schließlich im Jahr 1816 Pfarrer in Prechthal, 1819 in Scherzheim und 1831 in Gernsbach. Er hatte im Jahr 1816 in Dinglingen Christine Dorothea Bucherer geheiratet. Sie hatten acht Kinder, von denen vier in Scherzheim geboren wurden.
- Karl Friedrich Wilhelm (* 1817 in Prechthal), holländischer Soldat, verschollen.
- Karl Ludwig Ferdinand (* 1818 in Prechthal; † 1820 in Scherzheim)
- Karl Emil (*/† 1820 in Scherzheim)
- Auguste Mathilde (* 1822 in Scherzheim); heiratete im Jahr 1853 den Baseler Kaufmann Johann Meck.
  - Zwei Söhne und eine Tochter
- Emma (* 1823 in Scherzheim); heiratete im Jahr 1849 in Opfingen den aus Maulburg gebürtigen Pfarrer Eduard Christian Martini
  - fünf Söhne und vier Töchter
- Julia Wilhelmine Sofie (* 1826 in Scherzheim); heiratete im Jahr 1851 in Opfingen den Baseler Kaufmann Karl Meck
  - ein Sohn und eine Tochter
- Karl Otto Ferdinand (* 1828 in Scherzheim; † 1858 in Straßburg); Gutsverwalter in Mainau bei Straßburg. Er blieb unverheiratet.
- Marie Luise Wilhelmine (* 1834 in Gernsbach; 1856 in Straßburg), unverheiratet.

### Bleidenstädter Hauptast
Der dritte „Bleidenstädter“ der vier Hauptäste wurde von Johann Philipp (* 1731 in Altweilnau; † 1781 in Bleidenstadt) begründet. Er ging in Idstein aufs Gymnasium, studierte in Halle Theologie, war dann Lehrer und Präzeptor am Franckeschen Waisenhaus. Schließlich war er Vikar (1763) und Rektor (1766) in Wiesbaden und seit dem Jahr 1668 Pfarrer in Bleidenstadt. Er heiratete im Jahr 1770 in Wehen Magdalene Friederike Viehmann, gebürtig aus Grävenwiesbach. Sie hatten fünf in Bleidenstadt geborene Kinder.
- Dorothea (* 1771; † 1837 in Wiesbaden); blieb unverheiratet
- Christiane Luise (* 1773; † 1804 in Braubach), heiratete den Amts- und Hofgerichtsadvokat Georg Christian Hammes
  - eine Tochter
- Georg Friedrich (* 1775; † 1858 in Wiesbaden), Stammvater des Hachenburger Asts. Er war zuletzt Hofkammerrat in Wiesbaden und erhielt im Jahr 1839 eine nicht näher bezeichnete goldene Verdienstmedaille.
- Johann Gottfried (* 1777; † 1865 in Wiesbaden), hatte mit Christiane Dorothea, geborener Dresler, sechs in Wiesbaden geborene Kinder, von denen drei Söhne unverheiratet blieben und zwei der drei Töchter Kinder hatten.
- Philipp Ludwig (* 1779; † 1823 in Wörsdorf), Stammvater des Wörsdorfer Asts

#### Hachenburger Ast
Georg Friedrich hatte mit seiner Frau Eleonore Katharina Christiane, geborener Cramer, fünf Kinder
- Katharine Antonie Eleonore (* 1805 in Hachenburg; † 1878 in Wiesbaden), blieb unverheiratet
- Johann Karl Ludwig (* 1806 in Hachenburg; † 1863 in Höchst a. M.), begründete einen Usinger Zweig. Er war Soldat, Rezeptur- und Rentei-Sektetär.
- Gottfried Heinrich Theodor (* 1808 in Hachenburg; † 1811 in Weilburg)
- Johann Christian Ludwig (* 1811 in Weilburg; † 1867 in Badenweiler), Begründer eines Baseler Zweigs, woselbst er Kaufmann war.
- Auguste Johannette Henriette (* 1819 in Wiesbaden; † 1866 ebd.), heiratete den in Amsterdam gebürtigen Georg Maes. Die Ehe blieb kinderlos.

##### Usinger Zweig
Johann Karl Ludwig hatte mit Karoline Wilhelmine, geborener Schlichter, sechs Kinder, von denen drei in Usingen geboren wurden.
- Karl Georg Ernst Moritz (* 1847 in Wiesbaden; † 1917 in Darmstadt), gelernter Lithograph, Kaufmann
  - zwei Töchter und ein Sohn
- Anna Marie Auguste Eleonore (* 1848 in Wiesbaden), lebte in Wiesbaden und heiratete im Jahr 1888 den aus einem nicht näher bezeichneten Oberdorf gebürtigen Architekten in Buenos Aires, Michael Albert Turner.
  - eine Tochter
- Alfred Friedrich Ludwig (* 1850 in Usingen), Architekt in Wiesbaden. Für seine Kriegsteilnahme in den Jahren 1870/71 erhielt er den preußischen Kronenorden vierter Klasse.
  - Leonore (* 1877 in Wiesbaden; † 1909 in Frankfurt), heiratete den Frankfurter Kaufmann Camillo Bolongaro und in zweiter kinderloser Ehe den Kaufmann Erich Fritz Gretsch.
    - ein Sohn und zwei Töchter

  - Elisabeth (* 1878 in Wiesbaden; † 1910 in Valparaiso, Chile), heiratete den Kaufmann George Henri Perenoude
    - drei Söhne und eine Tochter

  - Alfons Emil Alfred (* 1881 in Wiesbaden; † 1923 in Locarno), Regierungsbaumeister und Architekt in Genf.
    - Roland Alfred Viktor (* 1919 in Locarno)

  - Anna Katharine Mathilde (* 1883 in Wiesbaden), im Ersten Weltkrieg Schwester vom Roten Kreuz, erhielt die Rote Kreuz Medaille dritter Klasse.
- Anna Marie Luise Jakobine (* 1852 in Usingen; † 1886 in Erkner), heiratete den kaiserlich-königlichen Rittmeister Hermann Wackerow
  - eine Tochter
- Emil Gustav (* 1854 in Usingen; † 1916 in Helmstedt), besuchte das Realgymnasium in Wiesbaden, dann die höhere Gewerbeschule in Frankfurt. Nach einer Reise wurde er Einjährig-Freiwilliger im Nassauischen Feldartillerie-Regiment Nr. 27. Er studierte an der Technischen Hochschule in Stuttgart und arbeitete im Jahr 1886 in einem Baugeschäft in München. 1892 war er leitender Architekt in Tübingen, im Jahr 1896 in Stuttgart. 1899 wurde er fürstlich Stolbergischer Oberbaubeamter in Stolberg und seit 1902 war er Stadtbaurat in Helmstedt. Mit Luise Auguste, geborener Landgrebe bzw. geschiedener Gösele, hatte er fünf Kinder
  - Gertrud Henriette Ottilie (* 1887 in München; † 1888 ebd.)
  - Alfred Gustav August, Kunsthistoriker und Kriegsfreiwilliger im Ersten Weltkrieg. Autor des Schlesischen Wappenbuchs.
    - Ernst Manfred Erdmann Lambertus (* 1919 in Magdeburg)

  - Sophie Hedwig Auguste (* 1889 in München), heiratete im Jahr 1913 in Malang (Java) den aus Allendorf a. d. Werra gebürtigen Landwirt auf Java, Heinrich Rolf Gießler. Kinder sind nicht überliefert.
  - Ernst Manfred Kurt (* 1892 in Reutlingen), ging in Helmstedt aufs Gymnasium und trat in militärische Dienste.
  - Konrad (*/† 1894 in Rottenburg)
- Marie Luise Johanna (* 1856 in Schwalbach; † 1857 ebd.)

##### Baseler Zweig
Johann Christian Ludwig hatte mit Klara, geborener Harder, fünf in Basel geborene Kinder.
- Klara Anna Eleonore (* 1844; † 1904 in Basel), heiratete Karl Grüninger
  - ein Sohn
- Karl Albert Georg (* 1848), Maschineningenieur, Fabrikdirektor
  - Albert Heinrich (* 1889), Architekt in Kreuzlingen (Thurgau)
    - Heinz Albert (* 1916 in Kreuzlingen)
    - Helene Lucy Anna (* 1918 in Kreuzlingen)

  - Ida (* 1892), heiratete den Forstmeister zu Gernsbach, Siegmund Erwin Gayer
    - ein Sohn
- Klara Auguste (* 1850), heiratete den in Zürich geborenen Kaufmann in Basel, Karl Neumann
  - zwei Töchter
- Hermann (* 1855; 1906 in Ermatingen), Hotelbesitzer in Ermatingen
  - Hermann (* 1889 in Ermatingen), Anwalt in Steckborn, Schweiz. Er promovierte im Jahr 1921 in Heidelberg und heiratete 1923 Elisabeth Gimpert. Die Namen möglicher Kinder sind nicht überliefert
- Klara Friederike (* 1857; † 1859 in Basel)

#### Wörsdorfer Ast
Philipp Ludwig hatte mit seiner Frau Marie Philippine Bender fünf in Wörsdorf geborene Kinder
- Ernestine (* 1815; † 1891 in Wiesbaden), heiratete den Lehrer Karl Gut.
  - zwei Söhne und eine Tochter
- Luise (* 1816; † 1901 in Kubach), heiratete den Pfarrer Karl Deißmann, Großvater von Adolf Deißmann aus seiner vorherigen Ehe.[3]
  - ein Sohn
- Karl Friedrich Christian Adolf (* 1818; † 1888 in Wiesbaden), Musikalienhändler und gelernter Schreiner. Er hatte vier in Wiesbaden geborene Kinder
  - Karl Franz Philipp (* 1851; † 1904 in Wiesbaden), Musikalienhändler.
    - Elisabeth Philippine (* 1879), heiratete den Postrat in Mülheim a. d. Ruhr, Emil Thurmann
    - Adolf Moritz (* 1880), hatte zwei in Wiesbaden geborene Töchter
    - Amalie Dorothea (* 1882), heiratete den Fabrikanten in Encantado, Brasilien, Josef Prinz.
      - drei Söhne

    - Helene (* 1884), heiratete den Münchner Architekten Johann Adam Keller
      - ein Sohn

    - Robert Julius (* 1885), Kaufmann in Antwerpen und Musikalienhändler. Hatte vier in Antwerpen und ein in Wiesbaden geborene Kinder.
      - eine Tochter

  - Ernst Philipp Karl (* 1855), Musikalienhändler
    - Julie (* 1885 in Wiesbaden)
      - eine Tochter

    - Robert Paul (* 1889 in Wiesbaden)
      - eine Tochter
- Wilhelmine Friederike (* 1820)
  - zwei Söhne und drei Töchter
- Karl Friedrich August (* 1822; † 1879 in Wiesbaden), Kaufmann, gelernter Buchbinder
  - Emil Adolf Ludwig Wilhelm Friedrich August (* 1858 in Wiesbaden), Kaufmann.
    - Karl Wilhelm Friedrich Gustav, Kaufmann.
    - Wilhelmine, heiratete den Bankbeamten Heribert Schäffler
      - eine Tochter

  - Marianne (* 1860 in Wiesbaden), heiratete den Wetzlarer Hotelbesitzer Alfred Ortenbach.
    - eine Tochter

  - Albert (* 1862 in Wiesbaden; † 1863 ebd.)
  - Gustav Alexander (* 1864 in Wiesbaden), preußischer Generaloberarzt. Erhielt einige Auszeichnungen/Medaillen. Heiratete 1890 in Würzburg Anna Juliane Ganzemüller
    - Immo (* 1891 in Wiesbaden; 1918 bei Sissonne), Assistenzarzt der Reserve.
    - Walter (* 1894 in Wiesbaden), Kaufmann in Valparaiso (Chile) und in Hamburg, Leutnant im Ersten Weltkrieg. Blieb unverheiratet.
    - Hans (* 1896 in Wiesbaden; † 1932), trat in militärische Dienste und starb im Kampf
    - Irmtrud (* 1898 in Wiesbaden), heiratete den Hotelbesitzer Wilhelm Roser
      - zwei Töchter

### Weilburger Hauptast
Der vierte Weilburger genannte Hauptast wurde begründet von Johann Anton Philipp (* 1740 in Altweilnau; † 1820 in Weilburg), u. a. Gymnasialrektor in Weilburg und Konsistorialrat. Er hatte Theologie studiert und wurde im Jahr 1816 mit einer goldenen Verdienstmedaille ausgezeichnet. Mit Philippine Liebrich aus Bischheim hatte er elf Kinder, darunter:
- Luise (* 1771 in Weilburg; † 1794 ebd.), hatte mit ihrem Mann, dem Kanzleidirektor Johann Jakob Cella, eine Tochter.
- Henriette (* 1773 in Weilburg; † 1839 in Wetzlar), heiratete den Freusburger Amtmann Karl Friedrich Kern.
  - ein Sohn und drei Töchter
- Charlotte (* 1774 in Weilburg; † 1808 in Atzbach), heiratete den Oberappellationsgerichtsrat Johann Wilhelm Valentin Müller.
  - zwei Söhne und drei Töchter
- Christiane (* 1775 in Weilburg; † 1784 ebd.)
- Johann Georg (* 1777 in Weilburg; † 1813), u. a. Vikar in Löhnberg (1799–1800) und Kaplan in Merenberg (1803–1811). Er blieb unverheiratet.
- Ernst August (* 1779 in Weilburg; † 1865 in Wetzlar), wurde Pfarrer, kurzzeitig auch Vikar. Er war Stammvater des Dorlarer Asts.
- Philipp Heinrich Theodor (* 1785 in Weilburg; † 1848 in Idstein), studierte Theologie und war zehn Jahre (1806–1816) Lehrer des Prinzen Friedrich Wilhelm von Nassau-Weilburg.. Er begründete den Wiesbaden-Leipziger Ast.
- Ludwig Christian (* 1786 in Weilburg; † 1861 in Biebrich), zuletzt Justizrat in Biebrich, Begründer des Nassauer Asts.

#### Dorlarer Ast
Ernst August hatte mit Marie (* 1783 in Schmalkalden, geborene Schreiber) drei Kinder
- Luise (* 1809 in Wetzlar; † 1866 in Dillingen), heiratete den Bahnhofsinspektor Peter Schwing. Kinder sind keine überliefert.
- Karl August (* 1811 in Wetzlar), verscholl in St. Louis (Nordamerika)
- Ludwig Christian (* 1813 in Dorlar; † 1899 in Lipnik, Galizien), studierte in Berlin Chemie und erbaute und leitete Zuckerfabriken in Böhmen, Mähren und Italien, hauptsächlich aber in Schlesien und Galizien. Er war mit Caroline, geborener Schreiber, verheiratet
  - Emilie (* 1854 in Schreibersdorf), heiratete den Gaswerks-Direktor Ferdinand Wille
    - ein Sohn und vier Töchter

  - Amalie (* 1856 in Schreibersdorf), heiratete in Biala (Polen), den Kaufmann Martin Niessen
    - ein Sohn und drei Töchter

  - Hermine (* 1861 in Toschonowitz; † 1917 in Wien), war mit dem Landwirtschaftsinspektor Traugott Weich verheiratet.
    - ein Sohn und vier Töchter
- Heinrich August (* 1818 in Dorlar; † 1877 in Wetzlar), wurde Arzt in Wetzlar. Er heiratete Marianne Josefa Strewe und in zweiter Ehe seine Verwandte Emilie Wilhelmine Schellenberg (Wiesbaden-Leipziger Ast).
  - drei Töchter (erste Ehe) und eine Tochter und einen Sohn (zweite Ehe). Der Sohn starb als Gymnasiast

#### Wiesbaden-Leipziger Ast
Philipp Heinrich Theodor hatte mit Isabella, geborener Marx, fünf Kinder, von denen nur zwei nicht als Kinder starben.
- Emilie Wilhelmine (* 1832 in Idstein; † 1901 in Wetzlar), heiratete ihren Verwandten Heinrich August Schellenberg (Dorlarer Ast)
- Philipp Heinrich (* 1819 in Weilburg; † 1891 in Wiesbaden), u. a. preußischer Geheimer Finanzrat. Er hatte eine Tochter und drei Söhne, von denen einer nach wenigen Tagen verstarb.
  - Karl Wilhelm (* 1849 in Langenschwalbach; † 1911 in Leipzig), wurde (Stabs-)Arzt, erhielt nach dem deutsch-französischen Krieg den Albrechts-Orden erster Klasse. Er hatte vier unverheiratet verbliebene Töchter und einen Sohn
    - Philipp Heinrich Karl (* 1896 in Leipzig), Ingenieur in Gelsenkirchen, Teilnehmer am Ersten Weltkrieg, wofür er einige Auszeichnungen erhielt. Er heiratete im Jahr 1925 in Gelsenkirchen Margarethe Liske

  - Emma (* 1853 in Wiesbaden; † 1925 in Berlin), heiratete den Regierungs- und Baurat Friedrich Laessig.
    - ein Sohn und eine Tochter

  - Hermann Wilhelm Ludwig Karl (* 1856 in Wiesbaden), Kaufmann in Berlin, Bremen und Südafrika.
    - Hedwig (* 1887 in Bremen), hatte trotz zweier Ehen keine Kinder
    - Walter (* 1890 in Bremen), Kaufmann in Berlin, 1914–1919 interniert
    - Margarethe (* 1892 in Münster), heiratete den Diplom-Ingenieur in Frankfurt, Karl Max Walter Umlauf
    - Natalie (* 1894 in Durban, Natal, Südafrika), lebte in Berlin

#### Nassauer Ast
Ludwig Christian hatte mit Dorothea, geborener Dresler, zwei Söhne und fünf unverheiratet gebliebene oder früh verstorbene Töchter, darunter
- Amalie (* 1827 in Schwalbach), Erzieherin und Lehrerin in England und Frankreich.
- Wilhelm Adalbert (* 1830 in Schwalbach; † 1875 in Biebrich), Ingenieur in Köln und Düsseldorf
- Johann Karl (* 1817 in Nassau; † 1893 in Wiesbaden), Jurist und Mitglied, später Vizepräsident des Nassauischen Kommunallandtages. Mit Lisette, geborener Helmrich, hatte er drei Kinder
  - Luise (* 1847 in Herborn), heiratete in Höchst a. M. den Wiesbadener Kaufmann Theodor Kleinschmidt.
    - drei Söhne und eine Tochter

  - Johann Karl Wilhelm (* 1848 in Herborn; † 1918 in Münster), u. a. Oberbaurat und stellvertretender Eisenbahn-Direktions-Präsident in Münster. Für seine Teilnahme am deutsch-französischen Krieg erhielt er viele Auszeichnungen. Mit Anna, geborener Stifft, die auch eine Auszeichnung (Verdienst-Kreuz für Kriegshilfe) erhielt, hatte er drei Kinder
    - Elsbet (* 1878 in Darmstadt), lebte in Wiesbaden
    - Wilhelm Ludwig Karl Emil Walter (* 1882 in Eschwege), ging in militärische Dienste, z. B. war er im Jahr 1902 Fahnenjunker im 3. Großherzoglich Hessischen Infanterie-Leib-Regiment „Großherzogin“ Nr. 117. Erhielt mehrfach Auszeichnungen. Im Jahr 1919 heiratete er Lucie Schwank und hatte zwei in Rendsburg (Holstein) geborene Töchter.
    - Ernst Karl Heinrich Franz Friedrich (* 1882 in Eschwege), Facharzt für Chirurgie und Frauenkrankheiten in Stuttgart. Für seine Teilnahme am Ersten Weltkrieg wurde er mehrfach ausgezeichnet.

  - Karoline (* 1853 in Höchst a. M.), hatte mit Ludwig Deitenbeck zwei Söhne und drei Töchter

## Linksrheinische Stämme

### Älterer linksrheinischer Stamm
Johann Balthasar (* 1654 in Ottweiler; † 1713), einer der oben genannten drei Söhne des Magnus Schellenberger war Schreiner und heiratete im Jahr 1682 die zu diesem Zeitpunkt noch 19-jährige Anna Margarethe Rau (* 1662 in Welschbach; † 1743 in Ottweiler). Mit ihr hatte er fünf Kinder
- Anna Katharina (* 1684 in Ottweiler; † 1763 ebd.), heiratete den Bäcker, Bierbrauer und Schöffen Johann Valentin Bach.
  - zwei Söhne und eine Tochter
- Johann Theobald (* 1687 in Ottweiler; † 1757 ebd.), Schuster und Brunnenmacher. Er heiratete im Jahr 1715 die ebenfalls noch 19-jährige Anna Katharina Schröder (* 1695 in Ottweiler; † 1776 ebd.). Er hatte vier Söhne und fünf Töchter. Drei Söhne und eine Tochter starben als (Klein-)Kinder. Der verbliebene Sohn Georg Philipp wurde Stadtschultheiß und blieb unverheiratet, während seine vier überlebenden Töchter Familien mit Kindern gründeten
- Eva Katharine (* 1690 in Ottweiler; † 1768 ebd.), heiratete den Hofbüchsenmacher Johann Peter Wahlster
  - Vier Söhne und vier Töchter
- Johann Ernst (* 1698 in Ottweiler; † 1764 ebd.), Gastwirt und Schöffe. Seine Ehe blieb kinderlos
- Anna Apollonia (* 1702 in Ottweiler; † 1773 ebd.), unverheiratet.

### Jüngerer linksrheinischer Stamm
Der jüngere linksrheinische Stamm wurde vom dritten Sohn des Schellenberger Stammvaters Johann Magnus begründet. Er hieß wie sein Vater Johann Magnus (* 1656 in Ottweiler; † 1719 ebd.) und heiratete im Jahr 1686 Katharina Dorothea Hirschfeld (* 1661 in Ottweiler; † 1724 ebd.). Er hatte sieben Kinder, unter denen
- Apollonia (* 1693 in Ottweiler; † 1687 ebd.) mit Johann Christian Jung (* 1682 in Neunkirchen; † 1751 in Ottweiler) fünf Kinder hatte.
- Die Ehe ihrer Schwester Anna Margarethe (* 1685 in Ottweiler) mit dem möglicherweise Verwandten Johann Georg Jung (* 1677 in Ottweiler; † 1715 ebd.) blieb kinderlos.
- Johannes (* 1682 in Ottweiler; † 1753 ebd.) wurde Bäcker, Bierbrauer und Gastwirt in Ottweiler
  - Christian Ludwig (* 1719 in Ottweiler; † 1777 ebd.), eines Johannes neun Kinder war ebenso Bäcker, Bierbrauer und Gastwirt in Ottweiler.
    - Die Stammlinie führt weiter bei Johann Philipp (1756 in Ottweiler; † 1815 in Saarbrücken), einem von ebenfalls neun Kindern Christian Ludwigs. Johann Philipp war Buchbinder in Saarbrücken. Seine fünf Töchter verstarben entweder früh oder blieben unverheiratet. Seine vier Söhne hatten Kinder
      - Philipp Friedrich (* 1785 in Saarbrücken; † 1863 ebd.) war Buchbinder in Saarbrücken und hatte eine verschollene und eine weitere als Kleinkind verstorbene Tochter.
      - Karl Friedrich (* 1797 in Saarbrücken; † 1876 ebd.), Buchbinder, sowie Stammvater eines ersten Asts.
      - Christian Gottlieb (* 1800 in Saarbrücken; † 1857 ebd.), Postsekretär, danach Kaufmann; Stammvater eines zweiten Asts.
      - Ludwig Christian (* 1803 in Saarbrücken; † 1892 ebd.), Buchbinder und Lithograph, sowie Stammvater eines dritten Asts.

#### Erster Ast
Karl Friedrich hatte elf Kinder, von denen sechs mit wenigen Jahren verstarben.
- Karl Gottlieb (* 1833 in Saarbrücken; † 1888 in London) wurde Kaufmann in London. Er hatte fünf Kinder, darunter:
  - Klara Karola (* 1871 in London), hatte mit dem Kaufmann John Patterson Millar drei Töchter und einen Sohn
  - Otto Ernst (* 1874 in London), Kaufmann. Änderte seinen Namen im Ersten Weltkrieg in „Shelley“.
    - Ernest (* 1914 in London)
- Charlotte Karoline (* 1836 in Saarbrücken; † 1917 in Köln), heiratete in Saarbrücken den Turnlehrer Michael Joseph Lohmüller. Sie wanderten wohl nach Köln aus.
  - sieben Söhne und fünf Töchter
- Robert August (* 1845 in Saarbrücken; † 1877 ebd.), Kaufmann, hatte drei mit wenigen Jahren verstorbene Kinder.
- Eduard Richard (* 1847 in Saarbrücken; † 1902 ebd.), Juwelier und Unteroffizier im deutsch-französischen Krieg. Er hatte einen früh verstorbenen Sohn und sechs Töchter, von denen ein Sohn bekannt ist

#### Zweiter Ast
Unter Christian Gottliebs acht Kindern verstarben drei früh, zwei blieben unverheiratet oder soweit bekannt, kinderlos.
- Emilie Karoline (* 1829 in Saarbrücken; † 1881 ebd.) heiratete den Saarbrücker Kaufmann Jakob Friedrich Conrad.
  - Vier Söhne und vier Töchter
- Rudolf Christian Gottlieb (* 1837 in Saarbrücken; † 1893 ebd.), Kaufmann, hatte zwei Töchter, die selbst Kinder hatten.
- Julius August (* 1840 in Saarbrücken; † 1900 ebd.), Gastwirt. Er hatte sechs Kinder, darunter:
  - Julius Christian Eduard (* 1869 in Saarbrücken) Kaufmann in Stuttgart
    - Ludwig Julius (* 1900 in Stuttgart), Kaufmann
    - Luise Karoline (* 1901 in Stuttgart; † 1902 ebd.)

#### Dritter Ast
Ludwig Christian hatte acht Kinder. Alle vier Kinder aus erster Ehe starben im ersten Lebensjahr. Aus zweiter Ehe hatte er vier weitere Kinder, von denen das jüngste noch am ersten Tag starb.
- Ida Anna Dorothea (* 1848 in Saarbrücken), wanderte mit ihrem Ehemann, dem Klavierfabrikanten Karl Brambach (* 1848 in Bonn) nach Boston aus
  - zwei Söhne und zwei Töchter
- Oskar Friedrich Joseph (* 1852 in Saarbrücken), wurde Kaufmann in Los Angeles, Kalifornien.

## Persönlichkeiten
- Jacob Ludwig Schellenberg (1728–1808), evangelischer Geistlicher und Pädagoge
- Karl Adolph Gottlob Schellenberg (1764–1835), evangelischer Geistlicher und Pädagoge
- Ludwig Schellenberg (1772–1834), Buchhändler, Verleger und Buchdrucker
- Anton Otto Schellenberg (1773–1857), evangelischer Theologe, Pfarrer und Schriftsteller
- Karl Schellenberg (1775–1859), Pfarrer und Rektor
- Heinrich Schellenberg (1810–1876), Pfarrer und nassauischer Landtagsabgeordneter
- August Schellenberg (1814–1869), Buchhändler, Verleger und Herausgeber
- Reinhard Schellenberg (1814–1890), evangelischer Theologe
- Emil Otto Schellenberg (1816–1873), Theologe, Prediger, Dekan und Pfarrer
- Johann Karl Schellenberg (1817–1893), Jurist und Vizepräsident des Nassauischen Kommunallandtages
- Wilhelm Schellenberg (1819–1879), preußischer Generalmajor
- Oskar Schellenberg (1824–1895), Kirchenrat, Pfarrer, Dekan, Prediger und Mitglied der Generalsynode
- Alfred Schellenberg (1850–1932), Architekt
- Louis Schellenberg (1852–1920), Verleger
- Gustav Schellenberg (1882–1963), Botaniker und Zeitungsverleger
- Adolf Schellenberg (1882–1954), Zoologe und Professor
- Alfred Schellenberg (1888–1957), Kunsthistoriker

## Wappen

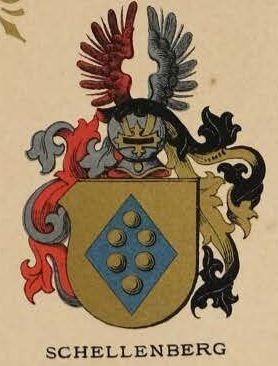
Wappen im Wappenbuch der Stadt Basel

Im deutschen Geschlechterbuch (1926) wird ein Wappen der Familie Schellenberg bzw. Schellenberger aus dem Jahr 1924 abgebildet und blasoniert, kommentiert mit der Anmerkung: „seit etwa 1830 im Gebrauch, 1924 erneuert“.
In gold eine mit sechs (1-2-2-1) goldenen Kugeln (nach dem Wappenbuch der Stadt Basel sind es Schellen) belegte blaue Raute. Kleinod: die goldene Kugel bzw. Schelle auf dem rot-silbern gewulsteten und rot (links) bzw. silbern (rechts) geflügelten Helm. Decken: schwarz-golden (rechts), rot-silbern (links). Die Begriffe rechts-links sind heraldisch zu verstehen.
Im Wappenbuch der Stadt Basel (1880) von Benedikt Meyer-Kraus (1813–1889) sind die Decken und der Flug vertauscht bzw. gespiegelt: Die Decken rechts rot-silbern und links schwarz-golden, der Flug links silbern, rechts rot. Außerdem fehlt das Kleinod und die Helmwulst (Binde).

## Quelle
- Schellenberg, Schellenberger in: Deutsches Geschlechterbuch, Band 49 (= Nassauisches Geschlechterbuch, Band 1). Görlitz 1926. S. 265–342. (PDF)